# Zygmunt Mogiła-Lisowski
Zygmunt Leopold Mogiła-Lisowski (* 5. November 1928 in Romanówka, Polen, heute: Ukraine; † 9. Juli 2016 in Warschau) war ein polnischer Politiker (ZChN, AWS, PSL, PiS). Er gehörte von 1991 bis 1993 dem Sejm in der I. Wahlperiode an.

## Leben und Beruf
Mogiła-Lisowskis Vater, die Familie lebte zunächst in der damaligen Woiwodschaft Wolhynien, war Offizier in der polnischen Armee der Zwischenkriegszeit und Kommandeur der Widerstandsorganisation „Wachlarz“ in Rawa Ruska. Zygmunt Mogiła-Lisowski wurde 1942/43 in deutschen Konzentrationslagern festgehalten. Aus dem KZ Groß-Rosen konnte er fliehen. Ende 1943 schloss er sich der Polnischen Heimatarmee an und diente in der 27. Wolhynischen Infanteriedivision. Ab 1944 gehörte er der Partisaneneinheit von Leutnant Kazimierz Załęski an. Er nahm an der Aktion Burza teil und kämpfte in deren Rahmen gegen die Deutschen bei Stefanów und Przysucha. Nach dem Einmarsch der Roten Armee in Zentralpolen blieb er im Untergrund und war in der Untergrundbewegung „Zrzeszenie Wolność i Niezawisłość“ aktiv. 1945 wurde er in Radom verhaftet, konnte aber fliehen und versteckte sich in Stalowa Wola.
Nach dem Abitur 1948 studierte er an der Maria-Curie-Skłodowska-Universität in Lublin Chemie. Er wurde 1951 erneut verhaftet und 1952 im Rahmen einer Amnestie freigelassen. Sein Studium schloss er 1954 ab und arbeitete danach in Łódź und Zgierz. Nach seinem Umzug nach Kielce wurde er erneut verhaftet. Nach etwa fünf Jahren Haft kam er frei und arbeitete bis 1991 für das Unternehmen Zelmot in Warschau. Zwischenzeitlich absolvierte er ein Aufbaustudium im Bereich Maschinenbau. 1992 gehörte er zu den Mitbegründern der Towarzystwo Miłośników Wołynia i Polesia, deren Vorstandsvorsitzender er war.

## Politik
Nach der politischen Wende in Polen wurde Mogiła-Lisowski bei der ersten vollkommen freien Wahl 1991 als Kandidat der Zjednoczenie Chrześcijańsko-Narodowe auf der Liste des Wahlbündnisses Wyborcza Akcja Katolicka über die gesamtpolnische Verteilung in den Sejm gewählt. Nach der Parlamentswahl 1993 schied er aus dem Sejm aus, da die Liste Federacja Stowarzyszeń Naukowo-Technicznych NOT, auf der er kandidierte, mit nur 0,16 % der Stimmen klar an der neu eingeführten 5-%-Hürde scheiterte. Bei der Wahl 1997 kandidierte er auf der Liste des Wahlbündnisses Akcja Wyborcza Solidarność (AWS), wurde aber nicht wieder in das Parlament gewählt. Vier Jahre später kandidierte er für die Polskie Stronnictwo Ludowe erfolglos im Wahlkreis Warschau zum Senat der Republik Polen. Auch 2005 kandidierte er vergeblich für den Senat. Diesmal für die Prawo i Sprawiedliwość im Wahlkreis Chełm. Bei den Präsidentschaftswahlen 2010 und 2015 gehörte er jeweils zu den Unterstützern von Bronisław Komorowski. Bei der Europawahl 2014 stand er zunächst auf der Liste der Ruch Narodowy, wurde aber wieder gestrichen.

## Auszeichnungen
- 2007 Komturkreuz des Orden Polonia Restituta.[9]